# Sven Lidman
Carl Hindrik Sven Lidman (Karlskrona, 30 giugno 1882 – Stoccolma, 14 febbraio 1960) è stato uno scrittore e poeta svedese.

## Biografia

Lidman studente nel 1898

Lidman nel 1907

Figlio del responsabile doganale Rudolph Lidman e di Olga Catharina Elisabeth Wolff, all'età di sette Sven Lidman si trasferì con tutta la famiglia a Stoccolma.
Dopo aver ottenuto il diploma, Lidman frequentò l'Università di Uppsala, laureandosi in filosofia e diritto nel 1901, diventando sottotenente dell'esercito nel 1903. Esordì l'anno seguente con la prima raccolta di poesie, intitolata Pasiphaë och andra dikter (Pasifae e altre poesie, 1904), incentrata su tematiche mitologiche e storiche.
Nelle prime raccolte poetiche, come Primavera (1905), Kallorna (Sorgente, 1906), Elden och altaret (Il Fuoco e l'altare, 1907), scritte nello spirito dei poeti romani, risultò grande l'influenza di Swinburne, di Baudelaire e dei parnassisti francesi.
Importanti furono le sue opere di narrativa di questo periodo giovanile, Stensborg (1910), intrisa di pathos morale e patriottico, Thure-Gabriel Silfverstaahl (1910), uno dei cinque libri della saga familiare, in cui descrisse eroismi, geni finanziari e personaggi religiosi in un periodo di tempo cha va dalle Guerre napoleoniche alla dissoluzione dell'Unione.
Gli eventi tragici della prima guerra mondiale, oltre che il divorzio dalla moglie Carin Thiel (1917), ebbero come conseguenza un cambiamento di stile di Lidman, che si allontanò dal sensualismo della prima fase poetica, avvicinandosi a posizioni conservatrici, ad una scrittura in prosa e soprattutto ad una ricerca mistica di ispirazione cattolica, traducendo le Confessioni di Agostino d'Ippona.
Dopo di che le sue opere principali risentirono della sua visione spirituale della vita, come dimostrò il romanzo di impegno religioso Huset med de gamla froknarna (La casa con le vecchie zitelle, 1918).
Tre anni dopo Lidman diventò membro della lega degli 'Amici della Pentecoste', di cui diventò uno dei principali predicatori, tramite articoli e libri di meditazioni.
Tra questi volumi si può menzionare Oroligt varmitt hjarta vills Let fick frid i Dij (Inquieto fu il mio cuore finché non trovò pace in Te, 1933).
Tuttavia, i rapporti con i pentecostali non sempre furono idilliaci, sia per la visione della vita sia per i comportamenti, e Lidman fu espulso dalla congregazione Filadelfia nel 1948.
Una delle sue ultime opere più significative risultò l'autobiografia Gossen i gottan (Il ragazzo nella grotta, 1952), testimonianza del suo cammino spirituale.
Lidman ebbe tre figli dalla prima moglie Carin Thiel e cinque dalla seconda moglie Brita Otterdahl, sposata nel 1920.

## Opere principali
- 1904 – Pasiphaë och andra dikter;
- 1905 – Primavera;
- 1906 – Källorna;
- 1907 – Elden och altaret;
- 1907 – Imperia;
- 1908 – Härskare;
- 1910 – Stensborg;
- 1910 – Thure-Gabriel Silverstååhl;
- 1911 – Köpmän och krigare;
- 1912 – Carl Silverstååhls upplefvelser;
- 1913 – Tvedräktens barn;
- 1918 – Huset med de gamla fröknarna;
- 1920 – Såsom genom eld;
- 1923 – Bryggan håller;
- 1924 – Personlig frälsning;
- 1926 – Pingstväckelsens hemlighet;
- 1926 – Betlehemsstjärnan och båglampan;
- 1928 – Förgängelsens trälar och frihetens söner;
- 1932 – Människan och tidsandan;
- 1933 – Orolig var mitt hjärta tills det fick frid i dig;
- 1934 – På resan genom livet;
- 1936 – Guds eviga nu;
- 1937 – Blodsarv;
- 1939 – Var inte förskräckt;
- 1940 – Utvald av Gud;
- 1941 – Glädjebudbärare;
- 1942 – Från Coventry till Betlehem;
- 1943 – Uppenbarat;
- 1945 – Ingen lurar Gud;
- 1947 – Fjäril och vilddjur;
- 1949 – Resan till domen;
- 1950 – Stjärnan som tändes på nytt;
- 1952 – Gossen i grottan;
- 1952 – Lågan och lindansaren;
- 1953 – Dikter;
- 1954 – Mandoms möda;
- 1957 – Vällust och vedergällning.